# Oratorio della Compagnia di San Bernardino
L'oratorio dell'antica Confraternita di San Bernardino a Siena è un luogo di culto e uno spazio museale in piazza San Francesco, dove è stato allestito nel 1999 il Museo Diocesano d'Arte Sacra.

## Storia

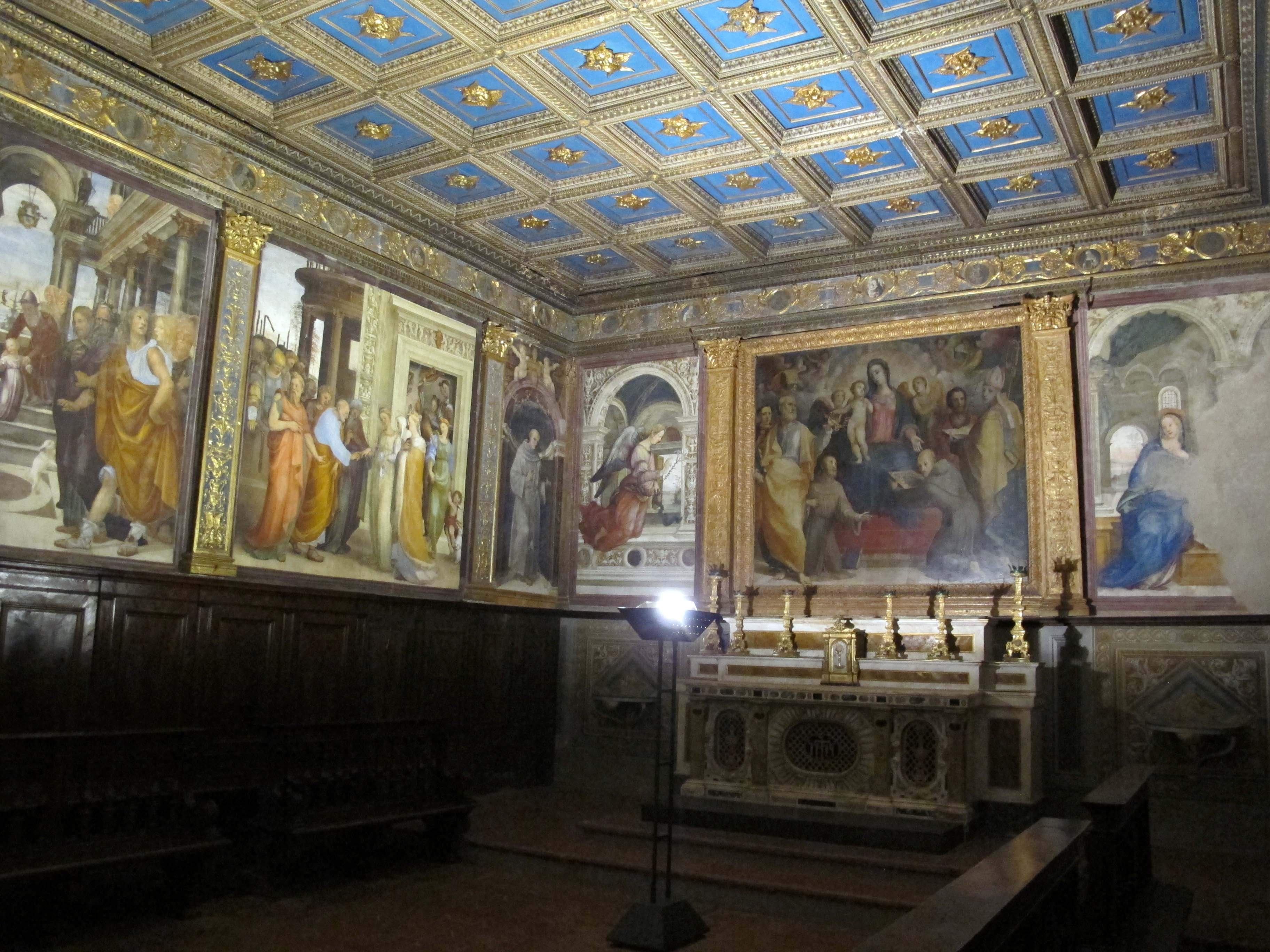
L'oratorio superiore

La Confraternita, già detta di Santa Maria e San Francesco (1273) e della Madonna della Veste Nera di San Francesco (XIV secolo), assunse il titolo di San Bernardino nel 1450, dopo la canonizzazione del religioso senese. Qui il santo era solito predicare, come ricorda anche un dipinto di Sano di Pietro nel Museo dell'Opera della Metropolitana di Siena. Fu proprio nella seconda metà del XV secolo che la Confraternita decise di intraprendere la costruzione dell'oratorio. Entro la fine del secolo i lavori di innalzamento dell'edificio erano già terminati e si procedette alla realizzazione di stucchi e decorazioni lignee (fine del XV secolo), alla decorazione a fresco del piano superiore (prima metà del XVI secolo) e del piano inferiore (fine del XVI secolo - inizi del XVII secolo).

## Descrizione
L'oratorio presenta una facciata a capanna in mattoni, abbellita da un portale in travertino datato 1574 e, in alto, da un disco raggiato con il trigramma bernardiniano IHS.
È organizzato su due livelli: quello superiore è il più antico. Ha il soffitto a cassettoni, decorato da teste con cherubini, e le pareti in legno con decorazioni a stucco di Ventura Turapilli (1496-1512). Tra i pilastri inoltre si trova un celebre ciclo di affreschi con Storie della Vergine, del Sodoma, di Girolamo del Pacchia e del Beccafumi, realizzato tra il 1518 e il 1532. Evidenti sono nel ciclo le memorie delle opere romane di Michelangelo e Raffaello, in particolare la volta della Cappella Sistina e le Stanze Vaticane. 

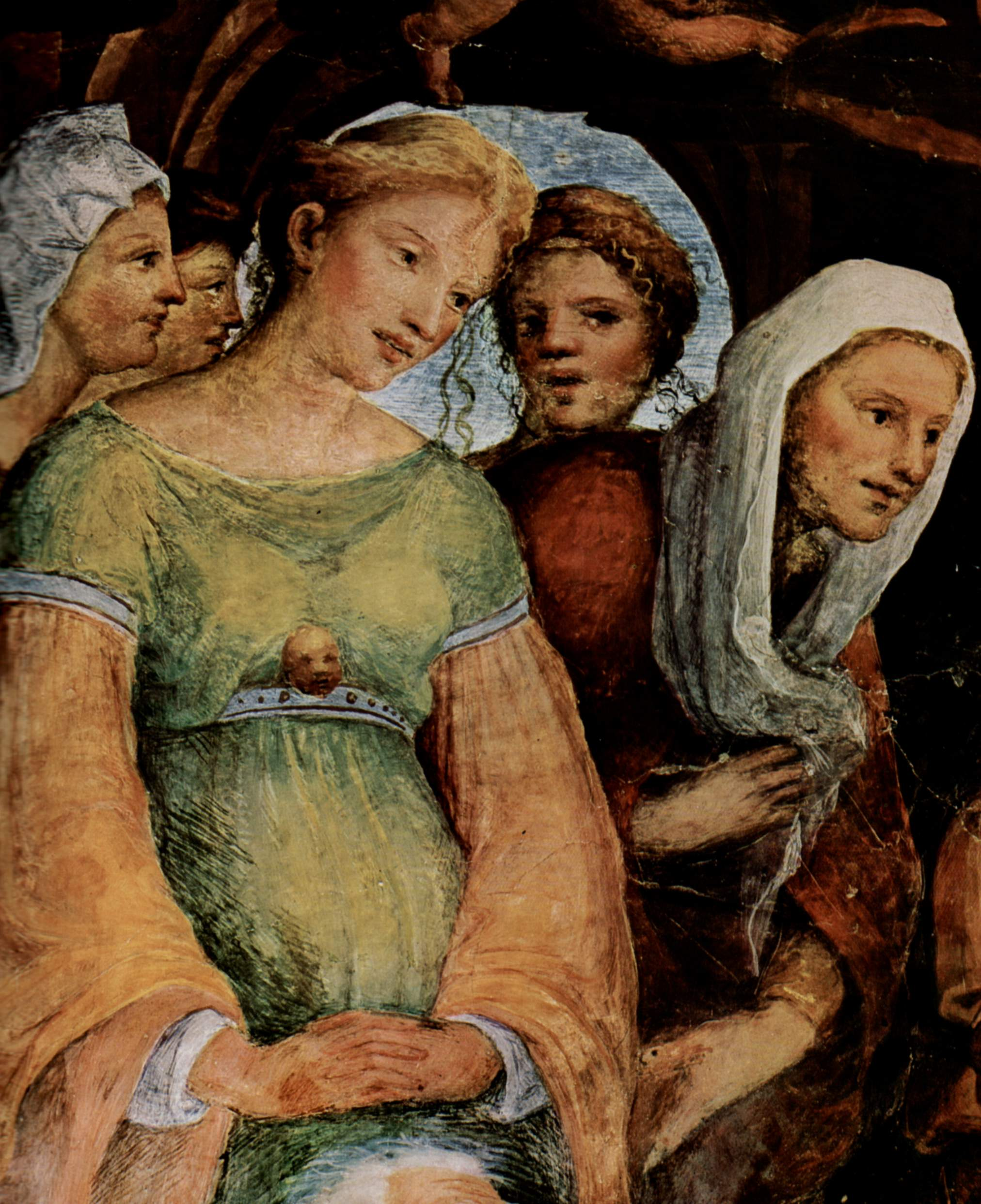
Beccafumi, Morte della Vergine, dettaglio

Le scene si leggono dall'angolo sinistro della parete di fronte all'ingresso:
| Img | Soggetto                         | Autore               | Data | Note                                                                                           |
| --- | -------------------------------- | -------------------- | ---- | ---------------------------------------------------------------------------------------------- |
|     | San Ludovico                     | Sodoma               |      |                                                                                                |
|     | Natività della Vergine           | Girolamo del Pacchia |      |                                                                                                |
|     | Presentazione di Maria al Tempio | Sodoma               |      |                                                                                                |
|     | Sposalizio della Vergine         | Beccafumi            | 1518 | Forse il primo ad essere concluso.                                                             |
|     | San Bernardino                   | Girolamo del Pacchia |      |                                                                                                |
|     | Arcangelo Gabriele               | Girolamo del Pacchia |      |                                                                                                |
|     | Madonna in gloria e santi        | Beccafumi            | 1518 | È su tavola e, secondo Vasari, colorita a tempera.. Un tempo dotata di predella oggi dispersa. |
|     | Vergine annunciata               | Sodoma               | 1532 |                                                                                                |
|     | Sant'Antonio da Padova           | Sodoma               | 1518 |                                                                                                |
|     | Visitazione                      | Sodoma               |      |                                                                                                |
|     | Transito di Maria                | Beccafumi            | 1518 | Evidenti influenze leonardesche e di Raffaello, filtrate probabilmente dal Sodoma.             |
|     | Assunzione della Vergine         | Sodoma               | 1532 |                                                                                                |
|     | San Francesco d'Assisi           | Sodoma               |      |                                                                                                |
|     | Incoronazione della Vergine      | Sodoma               |      |                                                                                                |

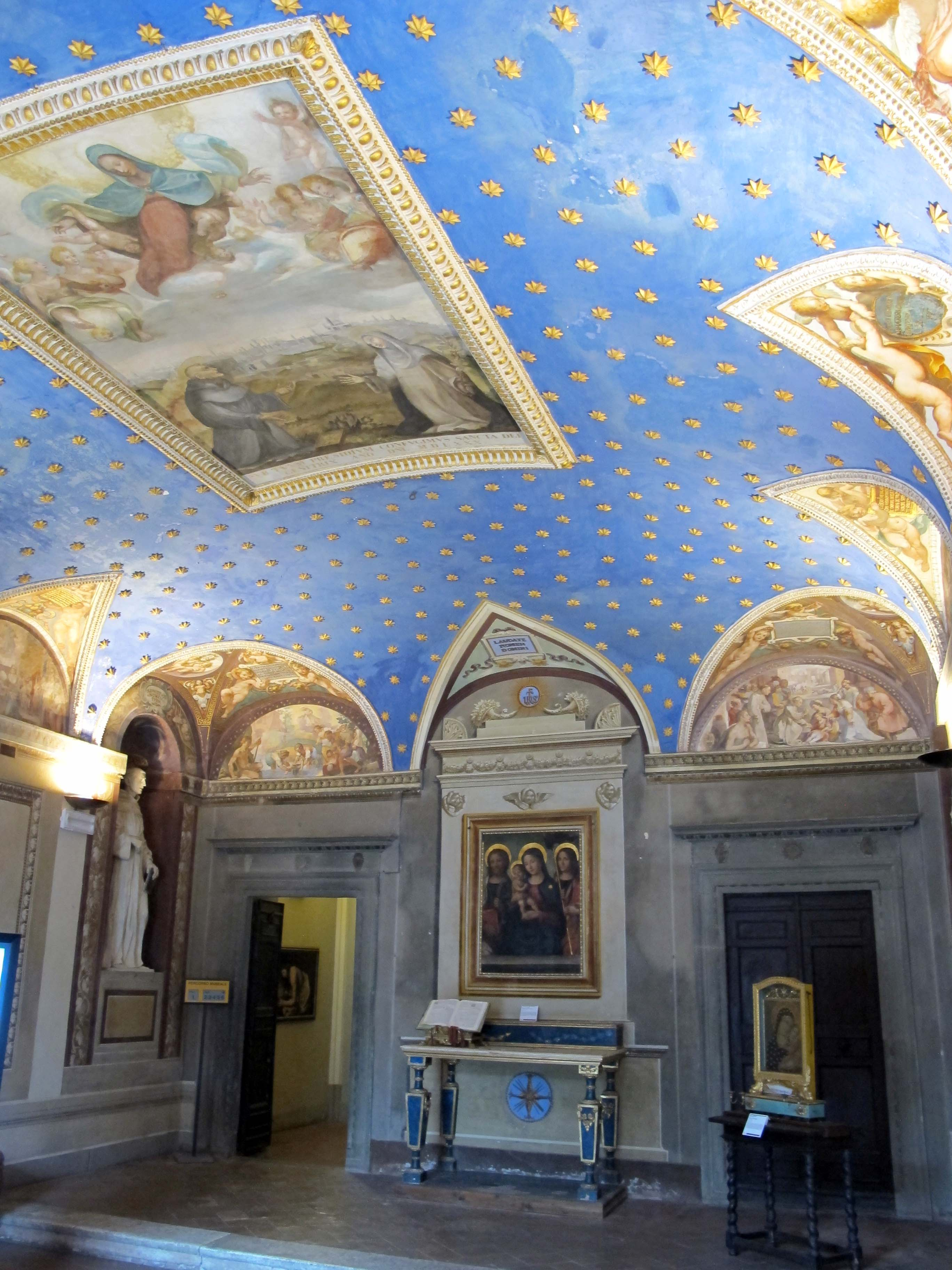
L'oratorio inferiore

Ai lati dell'altare dell'Oratorio sono esposte una tavoletta dipinta col Trigramma di San Bernardino, che la tradizione vuole appartenuta al Santo, e un'antica icona bizantina del sec. XIII, corredata dell'oreficeria originale, raffigurante la Vergine col Bambino e proveniente dalla chiesa di San Niccolò al Carmine.
Al piano inferiore, nell'ambiente a cui si accede direttamente dall'ingresso, è affrescata sulla volta la Madonna che protegge Siena, San Bernardino e Santa Caterina, lavoro iniziato da Arcangelo Salimbeni e portato a termine da Francesco Vanni (1580). Le lunette presentano scene della vita di san Bernardino realizzate per la maggior parte da Ventura Salimbeni e Rutilio Manetti. A lato dell'altarolo si trova una quattrocentesca Madonna col Bambino di Sano di Pietro, mentre la pala d'altare è di un pittore della seconda metà del XVI secolo, vicino al Brescianino. 
Lungo la scala che collega i due livelli sono esposte tre tele di Bernardino Mei.

## Museo Diocesano
Il Museo Diocesano, allestito nelle sale attigue all'Oratorio, permette di ammirare una panoramica dell'arte senese a cavallo tra il XIII e il XVIII secolo, con l'esposizione di opere provenienti da chiese, istituzioni diocesane e case religiose che afferiscono al patrimonio dell'Arcidiocesi di Siena. 
Nella I sala sono esposte pitture su tavola dal XIII al XIV secolo, fra cui la più antica icona della tradizione pittorica senese: la Madonna di Tressa (1235 circa), opera eponima del Maestro di Tressa.  Della fine del secolo XIII sono invece la Madonna della palla, attribuita a Rinaldo da Siena, la "Madonna delle Cappuccine" di Guido di Graziano e il tondo con la Madonna e il Bambino del Maestro degli Aringhieri. Di grande rilievo è la Madonna del latte, celebre opera trecentesca di Ambrogio Lorenzetti.
Dello stesso secolo sono anche le tavole di Segna di Bonaventura, Naddo Ceccarelli, Bartolomeo Bulgarini, Bartolo di Fredi, Andrea di Bartolo, Niccolò di Buonaccorso, Taddeo di Bartolo, Andrea Vanni, Benedetto di Bindo, Luca di Tommé.
Nella sala II sono esposte opere di autori del '400 senese, fra cui spiccano la Madonna detta "di Molli" del Sassetta, l'Annunciazione di Matteo di Giovanni, che riproduce fedelmente quella trecentesca di Simone Martini, una croce di legno dipinta di Giovanni di Paolo e due opere del Vecchietta, un affresco raffigurante la Pietà e lo stesso soggetto realizzato in scultura di legno policroma. A Sano di Pietro sono attribuite il San Cristoforo e San Giorgio e il Drago. 
Al vestibolo antistante l'Oratorio si accede da un arco sul quale è conservata una Madonna col Bambino, in terracotta policroma, realizzata all'incirca nel 1420 da Jacopo della Quercia. All'interno del vestibolo sono conservate tavolette dipinte da Sano di Pietro e alle pareti tre formelle di marmo scolpito: la più antica, trecentesca, una Madonna fra gli angeli di Giovanni d'Agostino, unica sua opera firmata, e altre due sculture di Antonio Federighi e Urbano da Cortona. Sopra la mensa dell'altarolo è visibile una tela settecentesca, raffigurante il bozzetto dell'affresco che Antonio Nasini e il fratello Giuseppe Nicola, alla fine del '600, avevano realizzato per l'Antiporto di Camollia, andato poi distrutto nei bombardamenti del 1944.
Oltre l'Oratorio, nella vecchia sagrestia, sono conservate opere di epoca moderna, dal XV al XVIII secolo: un Cristo portacroce di Domenico Beccafumi, alcune piccole tavole, usate come cataletti funebri, del Sodoma e del Riccio, oltre ad opere di Ventura Salimbeni, Alessandro Casolani, Rutilio Manetti, Deifebo Burbarini, Bernardino Mei. Conclude la collezione un busto quattrocentesco di Madonna col Bambino, una terracotta policroma di scuola brunelleschiana, posta sopra il reliquiario a cassetta che contiene alcuni effetti di San Bernardino, oltre ai resti dei suoi precordi, inviati dall'Aquila dove egli morì ed è sepolto.